# 長久保宿

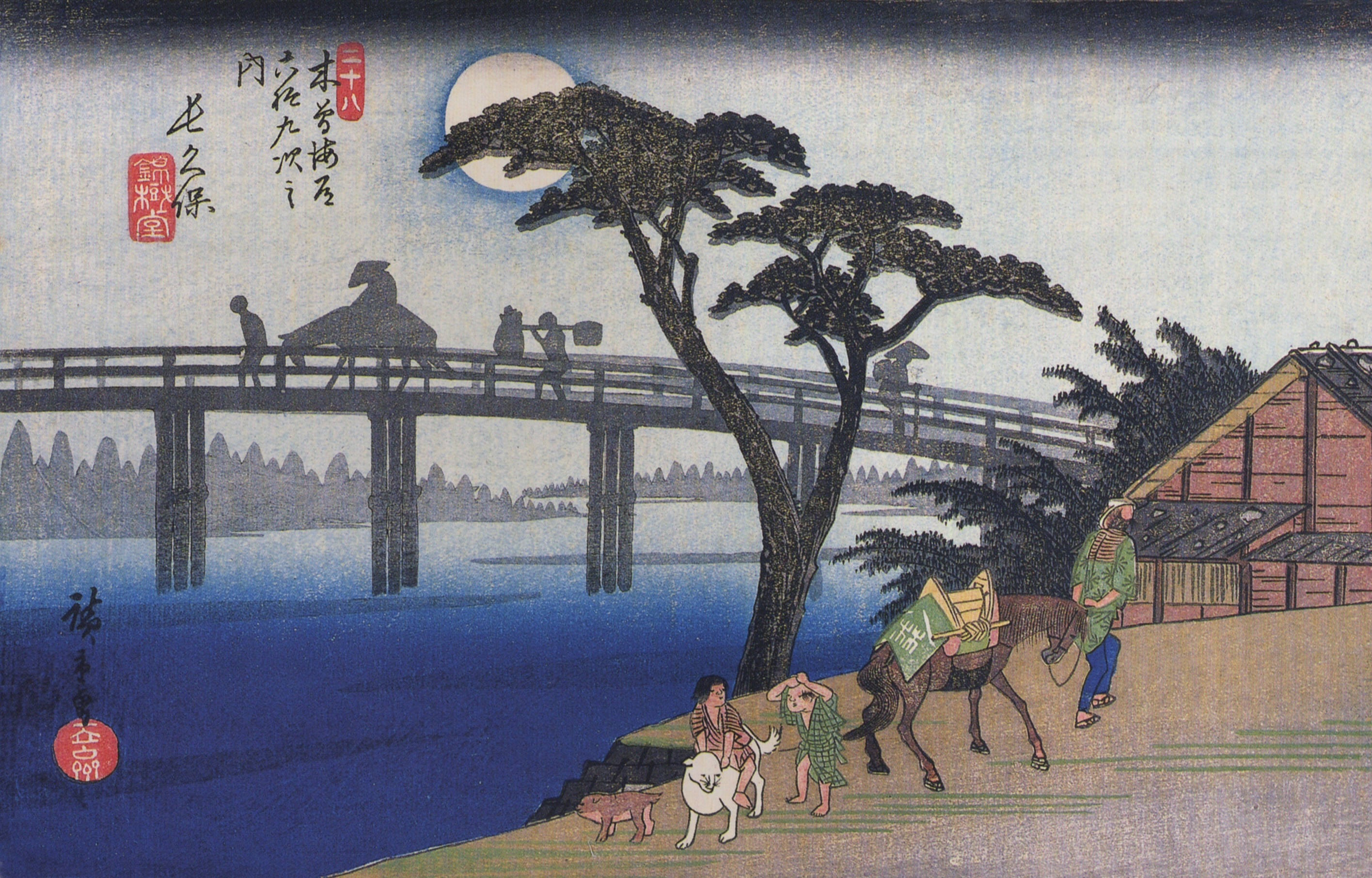
歌川広重「木曽海道六十九次・長久保」

長久保宿（ながくぼしゅく）は、中山道六十九次のうち江戸から数えて27番目の宿場。元々は長窪宿と表記していた。

## 概要

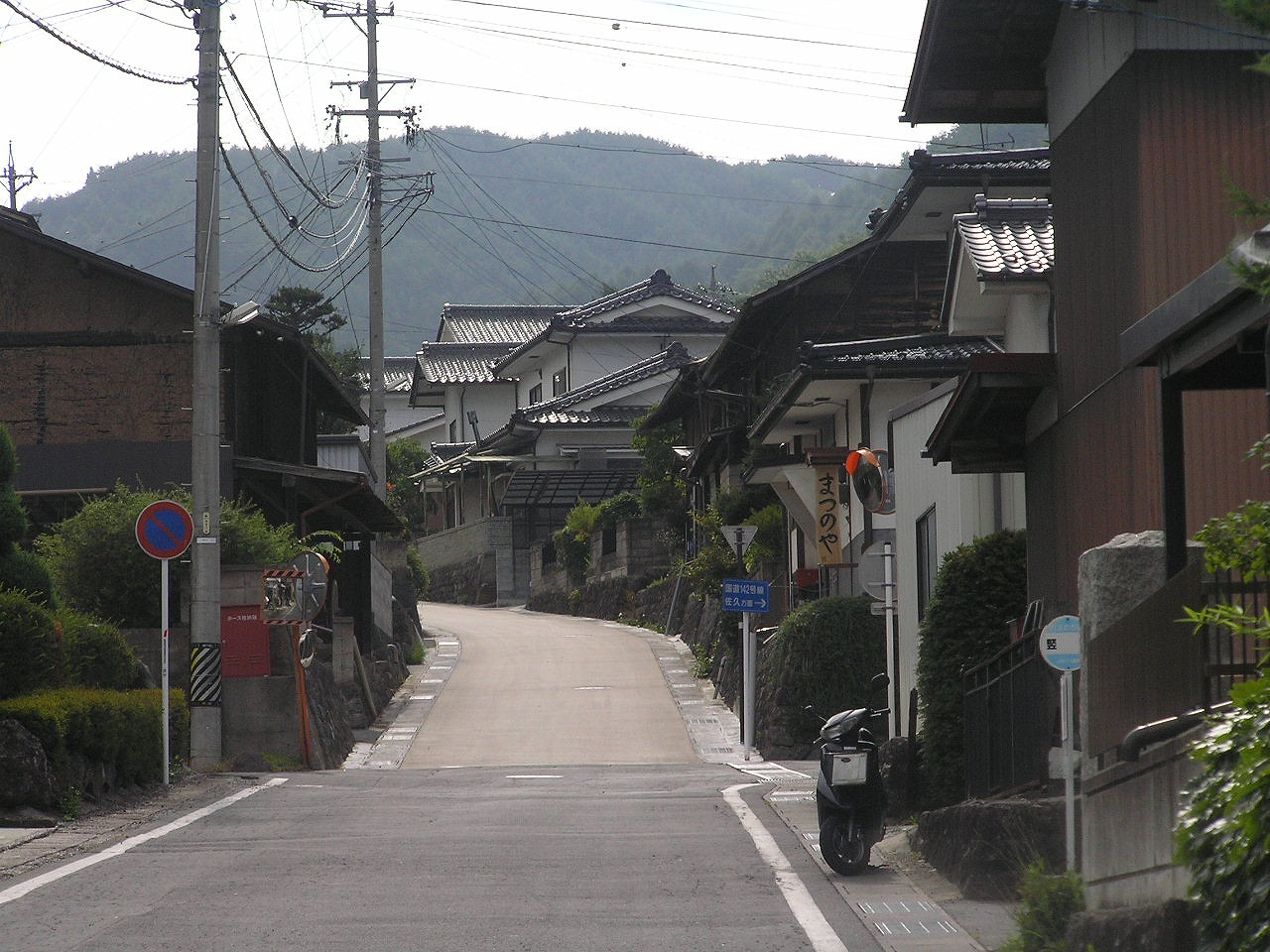
現在の長久保宿

現在の長野県小県郡長和町長久保。共に難所であった和田峠と笠取峠との間にあって、最盛期には旅籠が50軒近くある比較的大きな宿場であった。宿場の発展と共に町並みが横丁の先に広がり、カギ型に曲がった珍しい形の宿場町となった。
本来の表記は長窪郷に含まれる「長窪」であったが、宿で生活する人々が「窪」の字を敬遠し、久しく保つの意味の「久保」に縁起をかついだらしい。安政6年（1859年）には宿方から代官所へ宿名変更の願書すら出されたが、許可はされなかったようである。そのため、以降も公文書には「長窪宿」と記されていたが、明治になりようやく認められた。
天保14年（1843年）の『中山道宿村大概帳』によれば、長久保宿の宿内家数は187軒、うち本陣1軒、脇本陣1軒、旅籠43軒で宿内人口は721人であった。

## 長久保宿場札
安政6年（1859年）に幕府が神奈川、長崎、箱館の3港を開港し外国との交易が盛んになり通貨の需要が高まると、偽二分金が流布し、従来からの銭貨や明治政府により発行された太政官札の不足も手伝い、明治2年（1869年）- 明治3年（1870年）に小額通貨が大量に不足し、経済に大混乱をもたらす。この際に、信濃諸藩では、「信濃全国通用銭札」を発行し、また主要な街道の宿場では宿場札を発行し対処した。特に中山道では多く発行されたが、長久保宿では明治2年10月まで使用された「縮限通貨」を六百二十四分、百分、四十八分、二十四分の4種類を発行し利用した。　

## 最寄り駅
- 北陸新幹線・しなの鉄道 上田駅もしくはしなの鉄道大屋駅から丸子中央病院前バス停乗り換えで長久保発着のバスに乗車

## 隣の宿場
中山道
芦田宿 - 長久保宿 - 和田宿